# TT55
| N5 · Z1 | ms |

| N5 · Z1 | ms |

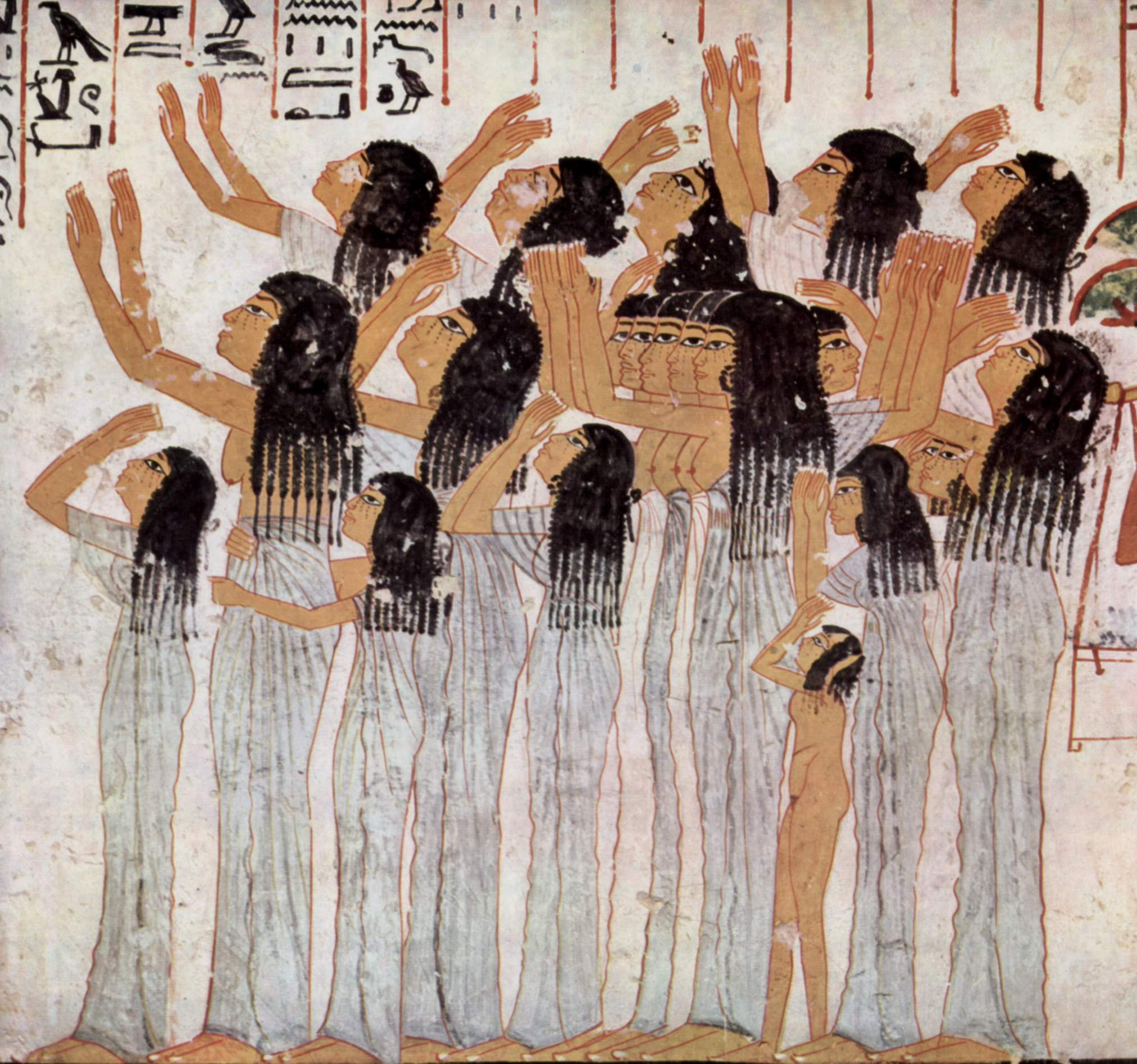
Lamentazione di donne dalla TT55

TT55 (Theban Tomb 55) è la sigla che identifica una delle Tombe dei Nobili ubicate nell’area della cosiddetta Necropoli Tebana, sulla sponda occidentale del Nilo dinanzi alla città di Luxor, in Egitto. Destinata a sepolture di nobili e funzionari connessi alle case regnanti, specie del Nuovo Regno, l'area venne sfruttata, come necropoli, fin dall'Antico Regno e, successivamente, sino al periodo Saitico (con la XXVI dinastia) e Tolemaico.

## Titolare
TT55 Era la tomba di:
| Titolare | Titolo                      | Necropoli           | Dinastia/Periodo                                        | Note                                                                            |
| -------- | --------------------------- | ------------------- | ------------------------------------------------------- | ------------------------------------------------------------------------------- |
| Ramose   | Governatore di Tebe e visir | Sheikh Abd el-Qurna | XVIII dinastia (Amenhotep III - Amenhotep IV/Akhenaton) | nella piana, tra la collina e il Ramesseum;a nord della TT57 e a sud della TT53 |

## Biografia
Ramose, Visir sotto Amenhotep III e del suo successore Amenhotep IV/Akhenaton, fu anche Governatore della Città (Tebe), Sovrintendente ai Grandi Lavori e ai preti dell'Alto e Basso Egitto, Sacerdote di Maat. Figlio di Neby, Supervisore del bestiame di Amon nel distretto settentrionale, e di Ipuya, Favorita di Hathor, Merytptah fu sua moglie, Cantatrice di Amon, figlia di Amenhotep, Intendente Capo del Re e Sovrintendente dell'oro e dell'argento, e di May, Cantatrice di Amon. Da quanto desumibile dai rilievi parietali, la coppia non ebbe figli.
Sono noti, inoltre, due rilievi ai confini meridionali dell'Egitto che lo ritraggono in adorazione di Amenhotep III

## La tomba
Tra il 1836 e il 1844 la tomba venne visitata dall'egittologo francese Émile Prisse d'Avennes che eseguì rilievi di alcuni testi e dipinti parietali; venne poi ufficialmente riscoperta nel 1879 da Henry Windsor Stuart Villiers.
Una lunga scala di 25 gradini (con al centro uno scivolo per un più agevole trasporto del sarcofago) dà accesso a una corte poligonale in cui si apre anche l'accesso alla TT331. Due stele, incompiute e oggi illeggibili, fiancheggiano l'ingresso (1 in planimetria). Un corridoio, in cui (2) il defunto e la moglie adorano Ra e frammenti di testo e dei titoli del titolare, si apre su una grande sala trasversale colonnata (32 colonne su 4 file da 8), unico locale della tomba decorato. I dipinti sono di ottima fattura e di palese stile amarniano, ai suoi albori, e rappresentano Ramose a colloquio con alcuni funzionari (3), la moglie Merytptah, nonché altri personaggi, tra cui il fratello del defunto Amenhotep e sua moglie May in scene di adorazione di divinità, nonché di tipo familiare (4) in cui gatti e oche si nascondono sotto le sedie dei convenuti. Su due registri sovrapposti (5), la processione funeraria, che comprende sacerdotesse e quattro profeti, nonché preti che officiano riti sulla mummia. In altre scene, della stessa sala, libagioni offerte dal defunto e dalla moglie (6) un banchetto con musici e cantori mentre in una scena (7) compare Amenhotep IV assiso accanto alla dea Maat.
In un'altra scena (13) Ramose è inginocchiato dinanzi alla coppia reale costituita da Amenhotep IV e Nefertiti, che si affacciano alla "finestra delle apparizioni"  del palazzo reale di Akhetaton, per consegnargli una delle più alte onorificenze egizie, l'Oro al valore, mentre il tutto è sovrastato dal disco solare di Aton i cui raggi porgono alle narici dei convenuti il simbolo ankh. Entrambe le scene in cui compare Amenhotep IV/Akhenaton non vennero ultimate. La presenza contestuale, su una parete, del III e del IV degli Amenhotep, viene indicata, in base a ragionamenti che implicano il contestuale studio di altre Tombe dei Nobili di periodo amarniano, come prova di una coreggenza lunga dei due sovrani
Dalla grande sala colonnata, un breve corridoio, in cui compare (14) il cartiglio di Amenhotep III, nonché un offertorio del defunto a Horus, dà accesso a una seconda sala colonnata (8 colonne su 4 file da 2), non decorata, al cui fondo si apre la camera funeraria cui si accede tramite un ripido corridoio, con tre nicchie parietali. La sala sembra non essere mai stata occupata e al suo interno vennero rinvenuti un'urna ed un teschio imbalsamato.

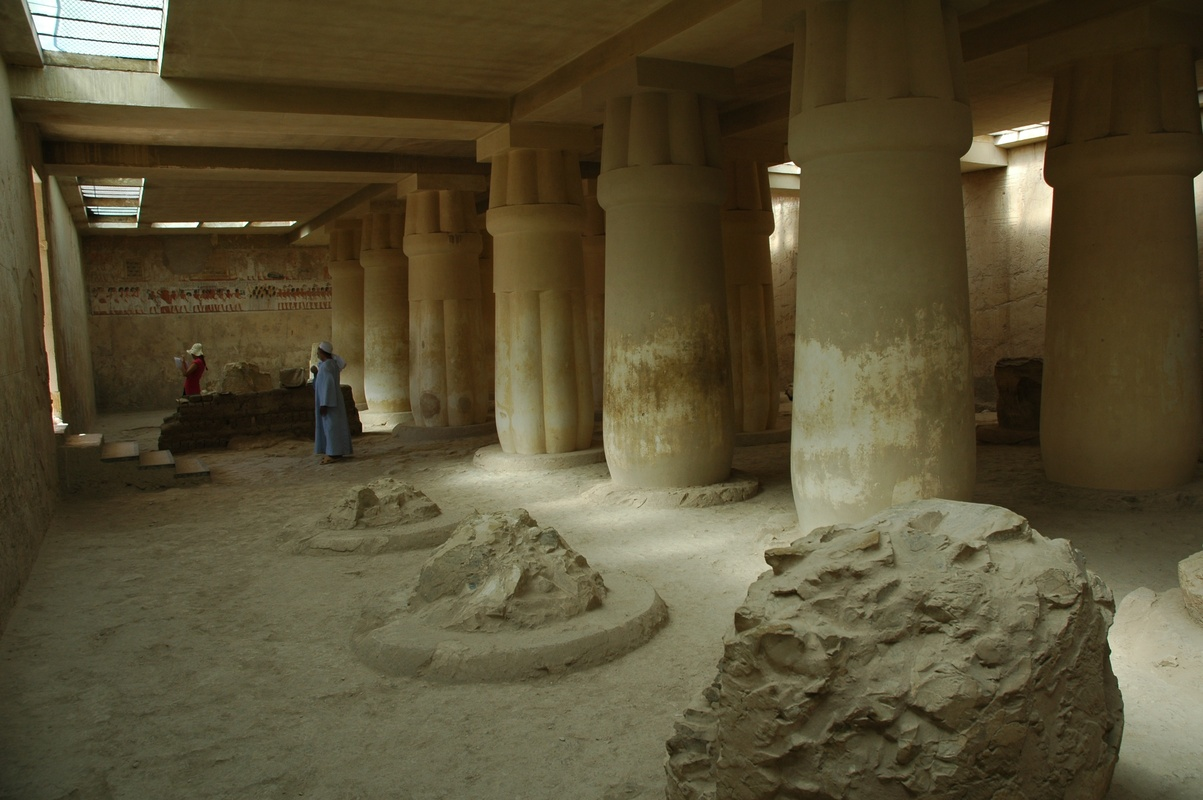
La Grande sala colonnata della TT55
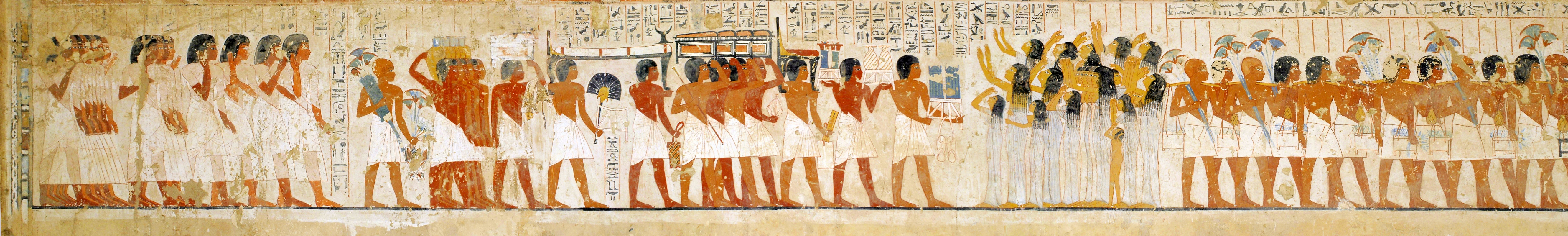
Processione funeraria dalla Grande sala colonnata di TT55
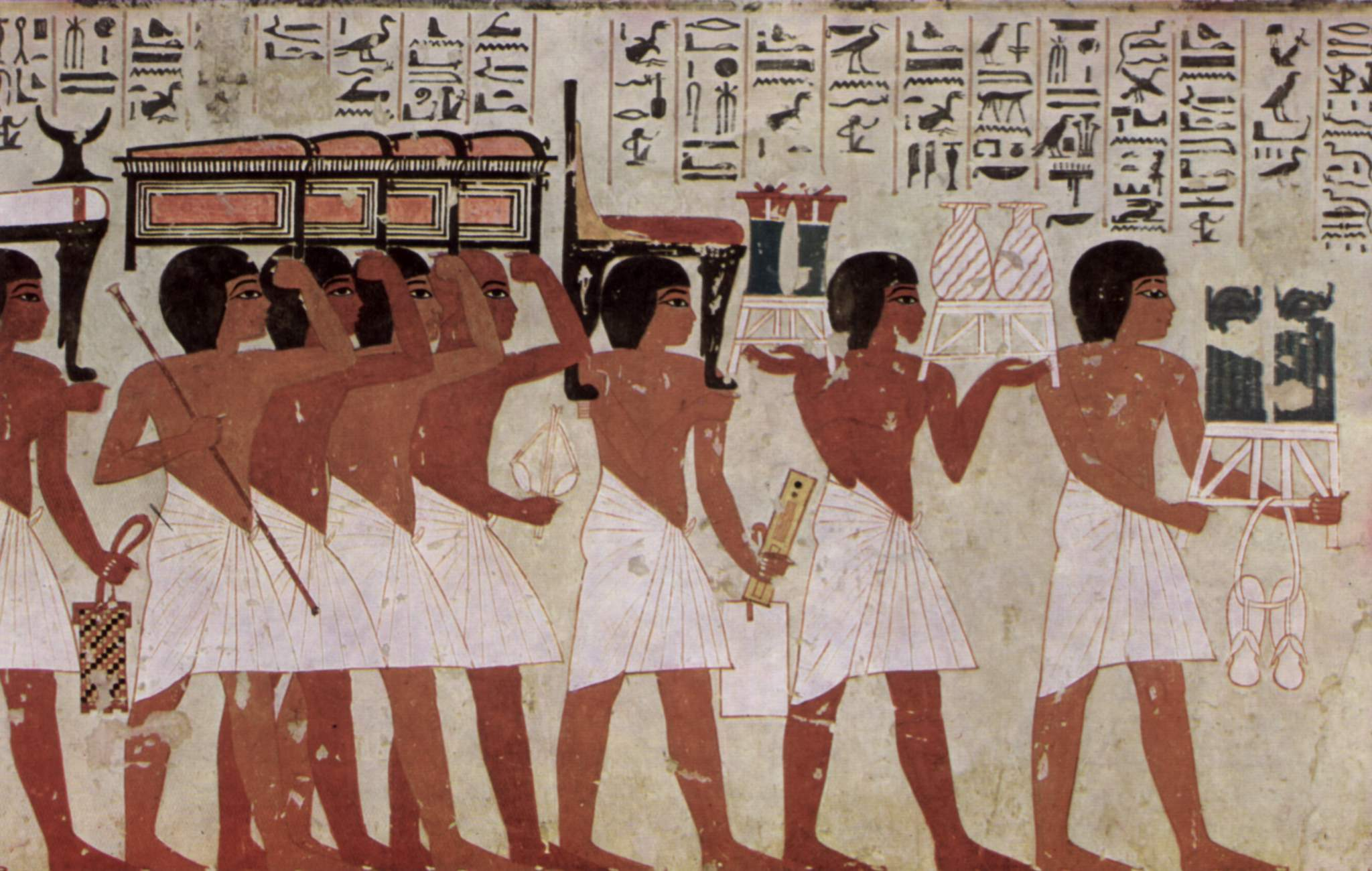
Particolare della processione funeraria dalla TT55
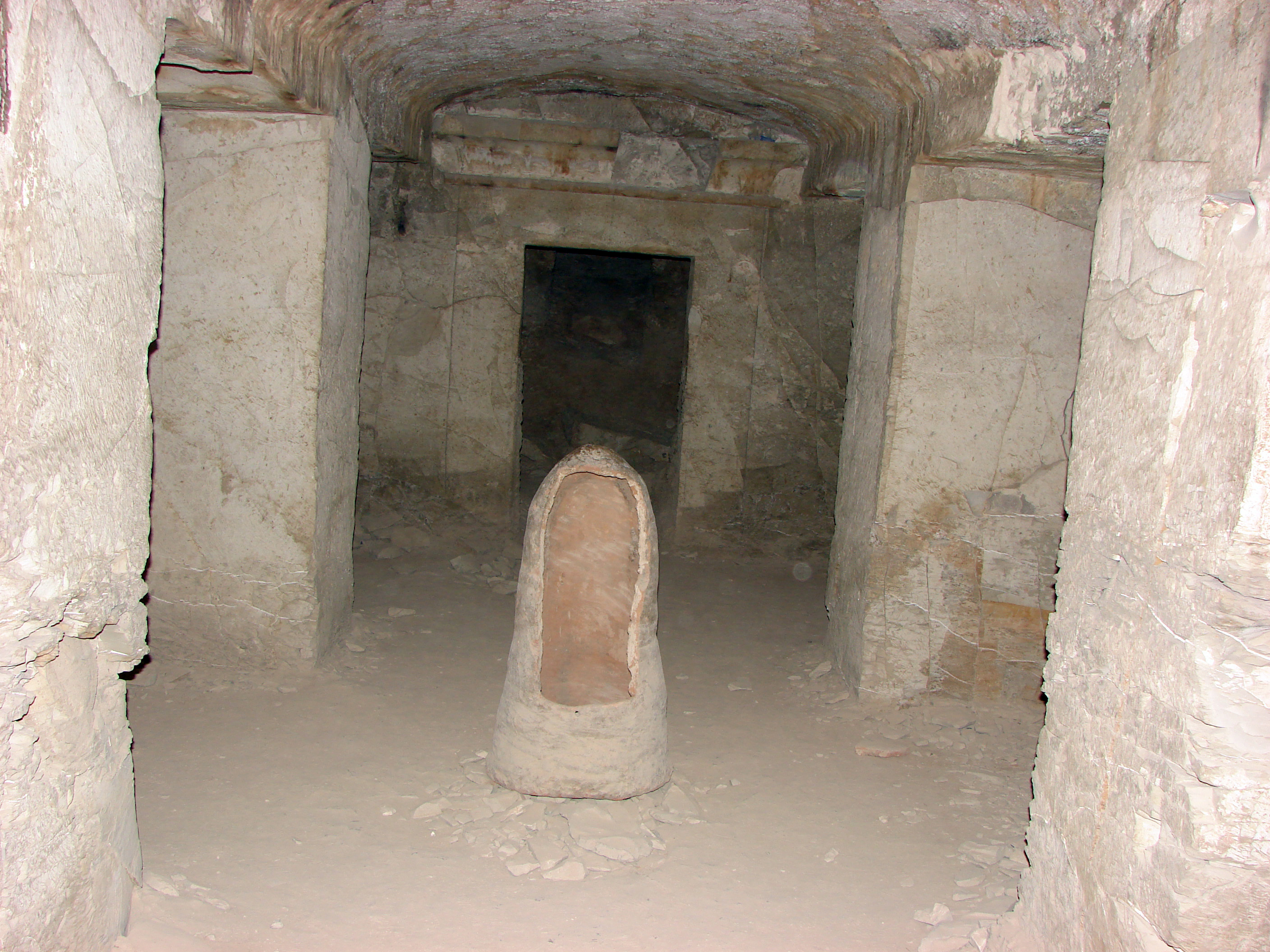
La camera funeraria incompiuta con l'urna ivi rinvenuta
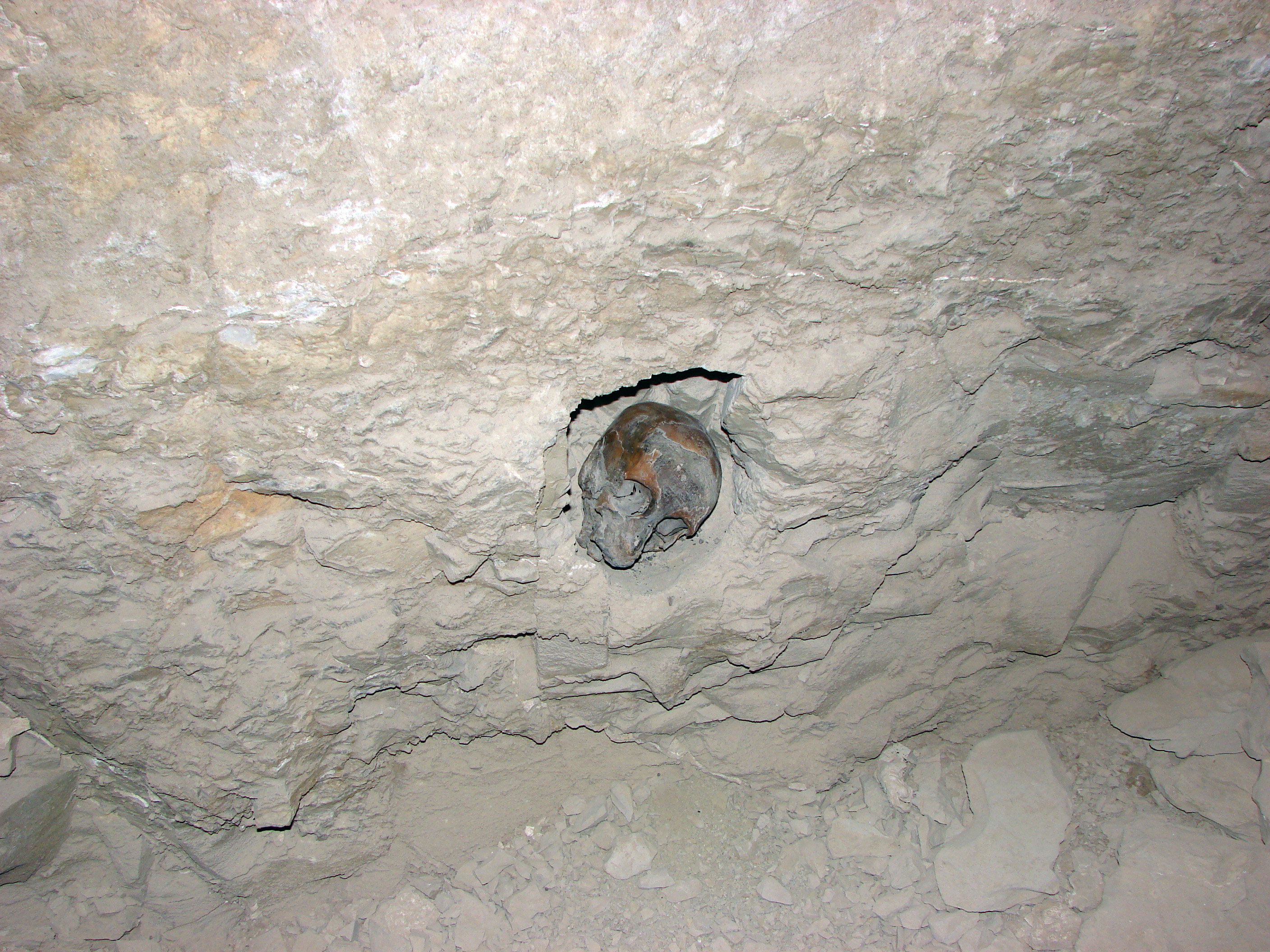
Il teschio imbalsamato rinvenuto nella camera funeraria
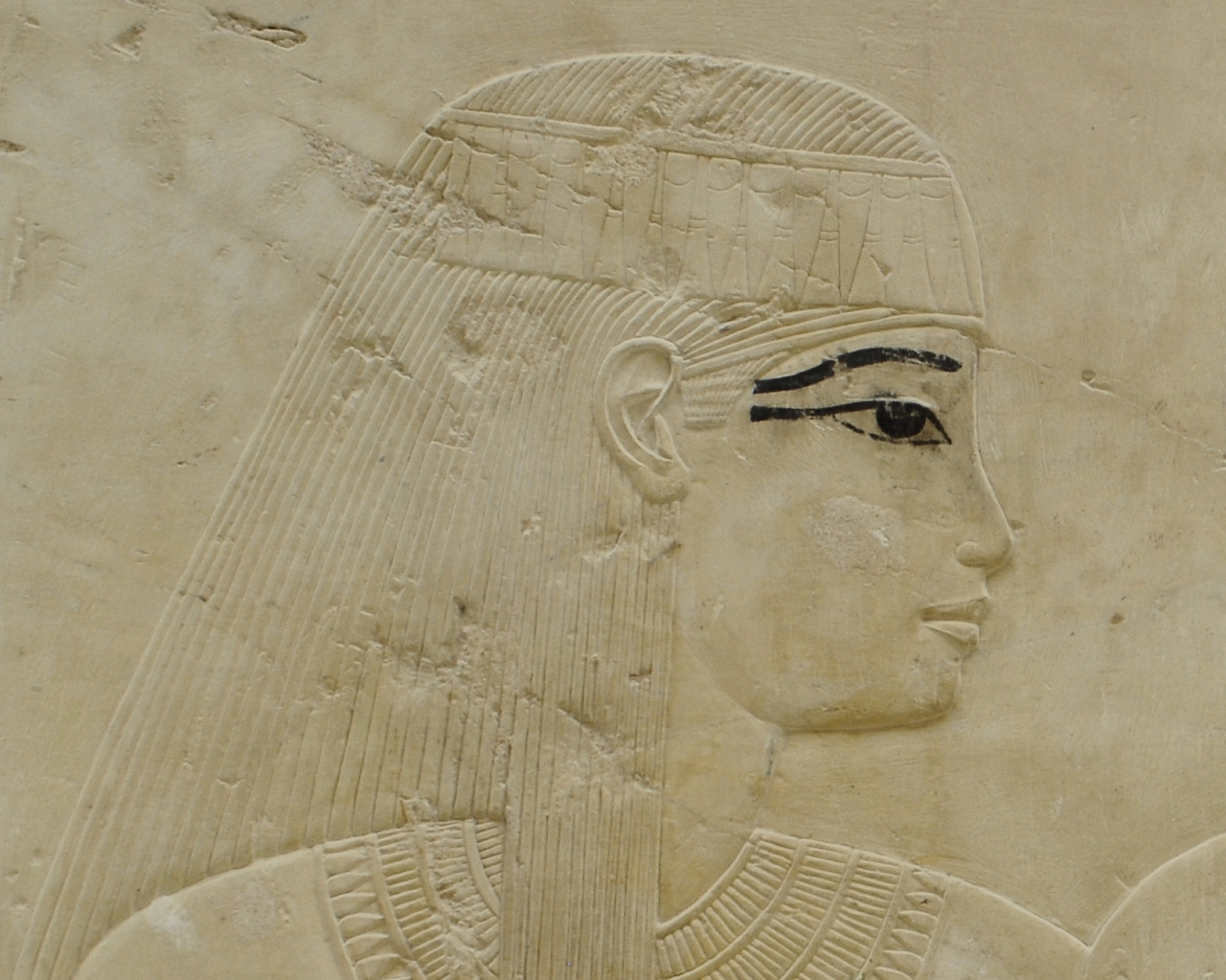
Ipuya, madre di Ramose

### Annotazioni
1. ↑  La numerazione dei locali e delle pareti segue quella di Porter e Moss 1927, pp. 105-111 (in diversa colorazione le due tombe rappresentate).
2. ↑  La prima numerazione delle tombe, dalla numero 1 alla 253, risale al 1913 con l’edizione del "Topographical Catalogue of the Private Tombs of Thebes" di Alan Gardiner e Arthur Weigall. Le tombe erano numerate in ordine di scoperta e non geografico; ugualmente in ordine cronologico di scoperta sono le tombe dalla 253 in poi.
3. ↑  I campi della Duat, ovvero l'aldilà egizio, si trovavano, secondo le credenze, proprio sulla riva occidentale del grande fiume.
4. ↑  Nella sua epoca di utilizzo, l'area era nota come "Quella di fronte al suo Signore" (con riferimento alla riva orientale, dove si trovavano le strutture dei Palazzi di residenza dei re e i templi dei principali dei) o, più semplicemente, "Occidente di Tebe".
5. ↑  le Tombe dei Nobili, benché raggruppate in un'unica area, sono di fatto distribuite su più necropoli distinte.
6. ↑  Le note, sovente di inquadramento topografico della tomba, sono tratte dal "Topographical Catalogue" di Gardiner e Weigall, ed. 1913 e fanno perciò riferimento alla situazione dell'epoca.
7. ↑  Il termine viene impropriamente utilizzato, nell'Antico Egitto, per indicare il funzionario più alto in grado della corte, alle dirette dipendenze del re.
8. ↑  Henry Windsor Villiers-Stuart (1827-1895), militare e politico britannico, imparentato con la casa regnante essendo figlio di Sir Henry Villiers-Stuart, I e ultimo Barone di Decies; alla morte del padre non poté assumere il titolo essendosi altri parenti opposti al matrimonio dei genitori.
9. ↑  Forma verosimilmente derivante da preesistenti accessi ad altre tombe.
10. ↑  Amenhotep IV indicato come tale e non come Akhenaton, il che lascia intendere che la tomba possa risalire agli inizi del suo regno e prima che mutasse il nome, cosa che avvenne intorno all'anno sesto di regno.
11. ↑  Stuart Villiers, che riscoprì la tomba nel 1879, notando due rappresentazioni di Amenhotep IV indicato con differenti nomi, nonostante fosse ormai acclarato che lo stesso re aveva modificato il proprio nome da Amenhotep IV ad Akhenaton, avanzò l'ipotesi che si trattasse di due re differenti. Nefertiti sarebbe perciò stata figlia di Amenhotep IV e avrebbe sposato uno straniero di nome Akhenaton. Tale ipotesi venne avanzata in Villiers 1878 e venne confutata da Urbain Bouriant che, nel suo testo del 1885 (nota addizionale al testo del 1882), ebbe a scrivere: "“si tratta di una strana mescolanza di osservazioni intelligenti e folli e le ripetizioni spesso contengono falsificazioni deliberate".
12. ↑  Il palazzo reale di Akhetaton era ripartito su due distinte aree separate dalla strada principale della città; questa era sovrastata da un sopra-passaggio in cui si apriva una finestra, detta "delle apparizioni", da cui i regnanti si affacciavano anche in occasione di cerimonie per la concessione di ricompense a funzionari di Palazzo.
13. ↑  Tale scena diverrà ricorrente in tutte le tombe della necropoli di Akhetaton.
14. ↑  Sono visibili i disegni preparatori che non vennero però proseguiti e incisi.

### Fonti
1. ↑  Porter e Moss 1927,  p. 105.
2. ↑  Gardiner e Weigall 1913.
3. ↑  Donadoni 1999,  p. 115.
4. ↑  Gardiner e Weigall 1913, pp. 20-21.
5. ↑  Prisse 1878,  vol. II, tav. IV.
6. ↑  Villiers 1879.
7. ↑  Porter e Moss 1927,  pp. 105-111.
8. ↑  Villiers 1883.
9. ↑  Bouriant 1885.
10. ↑  Porter e Moss 1927,  p. 110.
11. ↑  Aldred 1959.